# Бутано-испанские отношения
Бутано-испанские отношение — двусторонние отношения между Королевством Испания и Королевством Бутан.

## История
Согласно договору, подписанному между Бутаном и Индией 8 августа 1949 года, внешняя политика Бутана определялась Индией до тех пор, пока договор не был отменен в 2007 году. В то время Испания и Бутан не установили дипломатических отношений, хотя они поддерживали неформальные контакты; обычно это делалось через посольство Испании в Нью-Дели, но лишь в рамках ООН или Европейского союза.
Первые формальные отношения начались 19 октября 2010 года во время четырехдневного дипломатического визита в Испанию премьер-министра Бутана Джигме Йосера Тинлея, который встретился с королём Испании Хуаном Карлосом и Министром иностранных дел Испании Мигелем Моратиносом. На встрече обе стороны договорились начать процесс установления дипломатических отношений между двумя королевствами.
11 февраля 2011 года постоянный представитель Испании при Организации Объединенных Наций Хуан Пабло де Лаиглесиа приступил к переговорами с постоянным представителем Бутана при ООН Лхату Вангчук, официально установив дипломатические отношения между двумя странами (до этого момента Бутан был одной из двух стран, наряду с Кирибати, которые не имели дипломатических отношений с Испанией). Оба главы миссий направили Генеральному секретарю ООН Пан Ги Муну совместное письмо, в котором объявили об установлении дипломатических отношений между Королевством Испания и Королевством Бутан и запросили копию письма для распространения среди всех государств-членов ООН.
Постоянные представительства обеих стран опубликовали совместный пресс-релиз, в котором говорилось, что Испания и Бутан решили установить дипломатические и консульские отношения, применяя Венскую конвенцию о дипломатических сношениях от 24 апреля 1961 года и Венскую конвенцию о консульских сношениях от 24 апреля 1963 года, а также обмен дипломатическими представителями на уровне послов.

## Дипломатические миссии
Посольство Испании в Нью-Дели и посольство Бутана в Брюсселе несут ответственность за осуществление дипломатических и консульских отношений между двумя странами. Испания стала двадцать шестой страной, с которой Бутан установил дипломатические отношения. Установление дипломатических отношений с Бутаном отвечает принципу универсальности, который регулирует внешнюю политику Испании.